# Wilhoit (Arizona)
Wilhoit est une census-designated place (CDP) située dans le comté de Yavapai dans l'État de l'Arizona aux États-Unis. La population y était de 664 habitants lors du recensement de 2000.

## Annexe